# Berg (Colmar-Berg)
Berg (lb. Bierg) – wieś (Uertschaft) w środkowym Luksemburgu, w kantonie Mersch, w gminie Colmar-Berg. Do 3 października 2015 miejscowość leżała w dystrykcie Luksemburg. Liczy 27 mieszkańców (1 stycznia 2023). 